# Avelino Gonçalves
Avelino António Pacheco Gonçalves (Santiago de Bougado, Santo Tirso, 10 de julho de 1939) é militante do Partido Comunista Português desde 1965, membro da Comissão Concelhia de Cinfães e da Direção Regional de Viseu.
Os seus estudos foram feitos no Porto, tendo concluído a Escola Comercial Oliveira Martins e o Instituto Comercial do Porto. Frequentou até ao 4° ano o curso de Economia na Faculdade de Economia do Porto.
Durante vinte anos exerceu a profissão de bancário, e posteriormente a de professor em cursos profissionais na Escola Raul Dória, mas foi na actividade sindical e política que mais se destacou.
Dirigente do Sindicato dos Bancários do Porto em 1964/1967 e presidente da sua Direcção em 1972/1975.
Membro da direcção da Corporação de Crédito e Seguros em 1973/1974.
Coordenador do Secretariado da Intersindical e Director do jornal “Alavanca”, editado pela CGTP-IN.
Foi ministro do Trabalho do I Governo Provisório de 16 de maio a 17 de julho de 1974. De destacar, durante o seu mandato, a instituição do Salário Mínimo Nacional (que à data melhorou as condições de 56% dos trabalhadores portugueses), o direito a férias remuneradas, à contratação colectiva e o reconhecimento do direito à associação, organização e acção sindical.
Deputado à Assembleia Constituinte integrando a Comissão das Questões do Trabalho e a Comissão de Redacção em 1975/1976.
Participou nas conferências da OIT em 1974 e 1975 e foi membro da Assembleia Municipal de Santo Tirso durante nove anos.
É membro da Presidência do CPPC - Conselho Português para a Paz e Cooperação..
Em 2014 recebeu a Medalha de Mérito do Município do Porto.